# Liste der Monuments historiques in Escherange
Die Liste der Monuments historiques in Escherange führt die Monuments historiques in der französischen Gemeinde Escherange auf.

## Liste der Bauwerke
| Bezeichnung                  | Beschreibung                                        | Standort                                      | Kennzeichnung | Schutzstatus | Datum | Bild |
| ---------------------------- | --------------------------------------------------- | --------------------------------------------- | ------------- | ------------ | ----- | ---- |
| Skulptur Heiliger Willibrord | Holz, farbig gefasst und vergoldet, 18. Jahrhundert | Molvange, in der Kapelle St-Willibrord (Lage) | PM57000063    | Classé       | 1982  |      |